# Antonov An-30
De Antonov An-30 (Russisch: Ан-30) (NAVO-codenaam: Clank) is een tweemotorig propellervliegtuig van de Oekraïense vliegtuigbouwer Antonov.

## Specificaties
- Bemanning: 7
- Lengte: 24,26 m
- Spanwijdte: 29,20 m
- Hoogte: 8,23 m
- Vleugeloppervlak: 75 m²
- Leeggewicht: 15.590 kg
- Maximum startgewicht: 23.000 kg
- Motor: 2× ZMKB Progress AI-24T
- Aantal motoren: 2
- Vermogen: 2.800 pk (2.100 kW) elk
- Maximumsnelheid: 540 km/h
- Kruissnelheid: 430 km/h
- Maximum hoogte: 8.300 m

## Gebruikers

### Militaire gebruikers

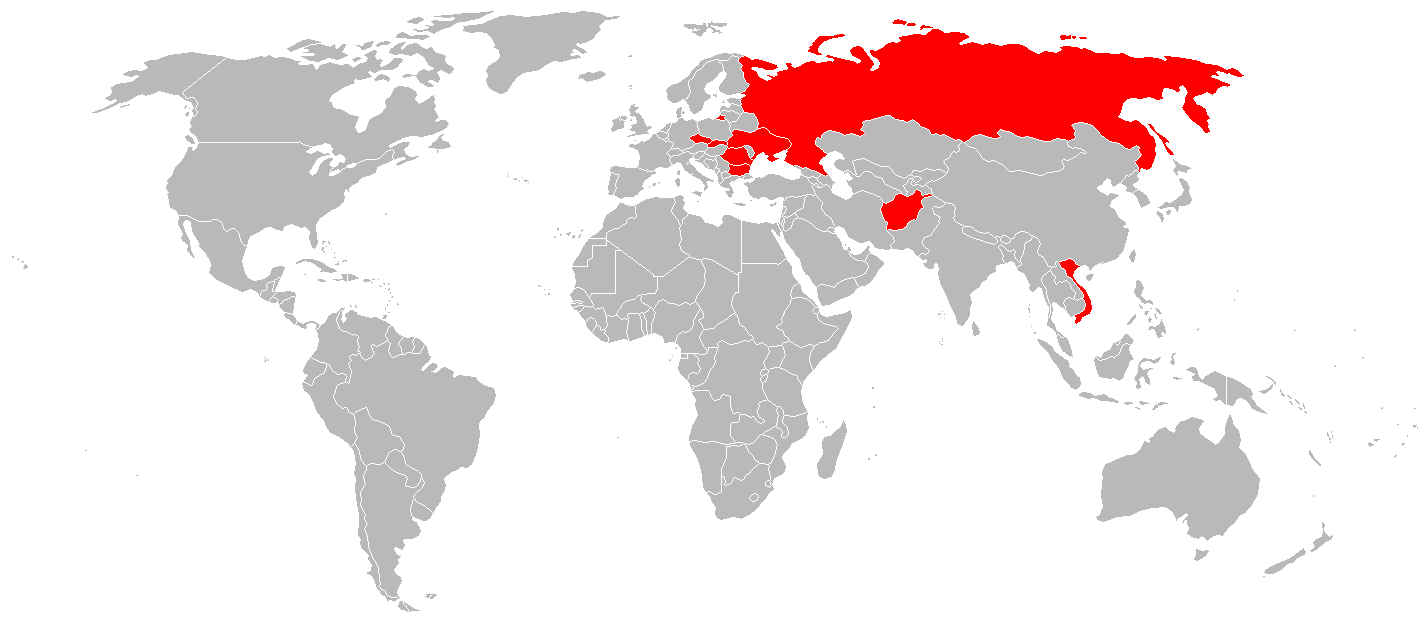
Militaire gebruikers van An-30's

De luchtmacht van volgende landen maakt of maakte gebruik van een of meerdere An-30's.
- Afghanistan
- Bulgarije
- China
- Tsjechië
- Roemenië
- Rusland
- Sovjet-Unie
- Oekraïne
- Vietnam

### Civiele gebruikers
Volgende luchtvaartmaatschappijen maken gebruik van een of meer An-30's.
 China
- Civil Aviation Administration van China

 Mongolië
- MIAT Mongolian Airlines

 Rusland
- Moskovia Airlines
- Lukiaviatrans
- Myachkovo Air Services
- Novosibirsk Air Enterprise
- Polet Airlines
- Practical Geodinamics Center

 Oekraïne
- ARP 410 Airlines
- Ukraine National Airlines

 Vietnam
- Vietnam Air Service Company